# Toutinegra-carrasqueira

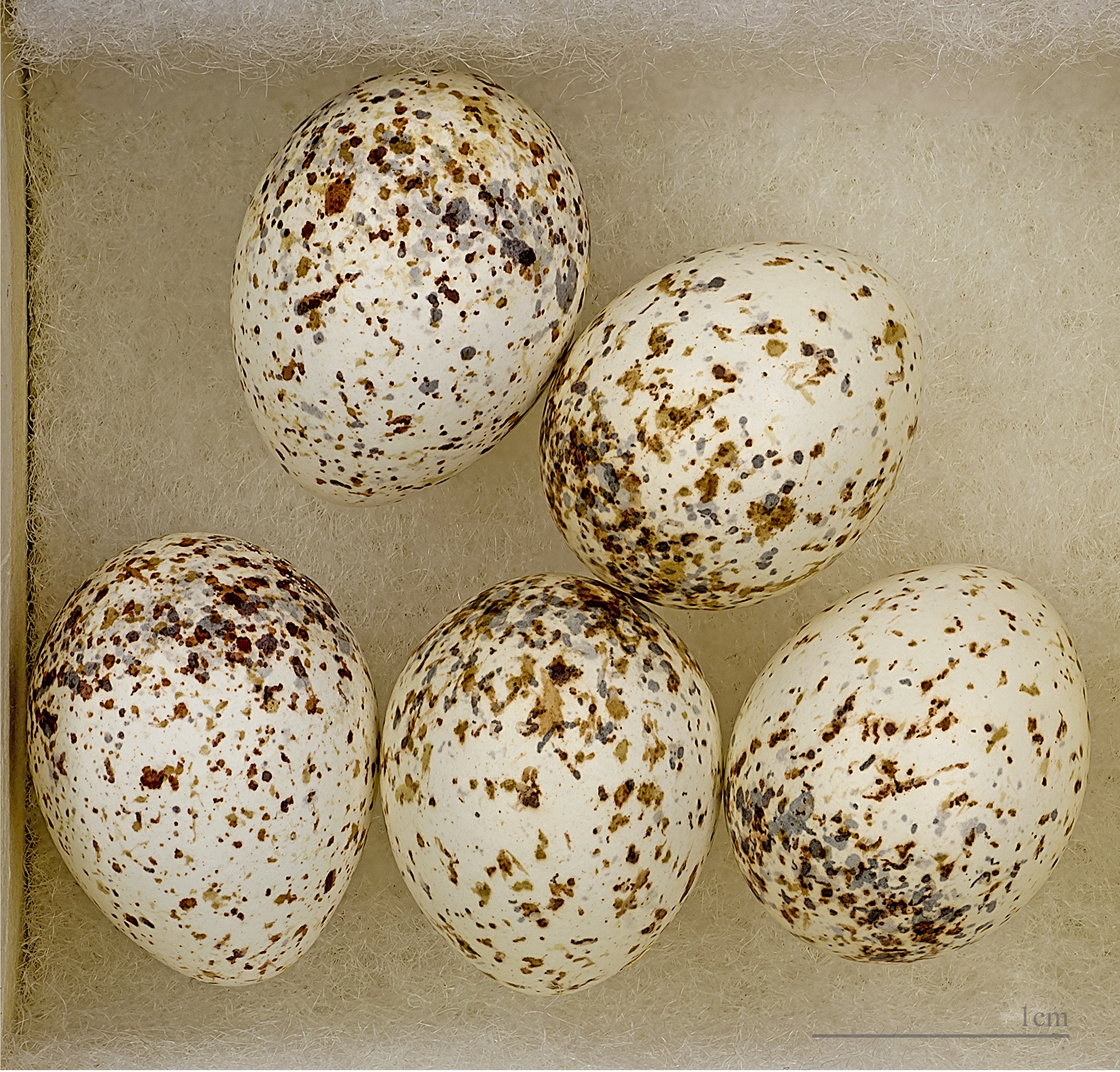
Sylvia cantillans

A toutinegra-carrasqueira (Curruca cantillans) é uma ave da família Sylviidae. O macho tem a cabeça acinzentada, o bigode branco e as partes inferiores cor-de-laranja. A fêmea apresenta as cores mais ténues.
Esta espécie migradora nidifica no sul da Europa e inverna na África subsariana. Em Portugal ocorre como nidificante na metade interior do território, sendo a mais comum das toutinegras na província de Trás-os-Montes.

## Subespécies
Eram reconhecidas 3 subespécies de toutinegra-carrasqueira:
- S. c. cantillans - sul da Europa, desde e a Península Ibérica até Itália
- S. c. inornata - noroeste de África
- S. c. albistriata - sueste da Europa e oeste da Turquia

## Atualização da classificação
Em 2020 a espécie foi dividida, e a ave portuguesa passou a ser Toutinegra-de-bigodes-ocidental (Curruca iberiae (Svensson, 2013)) 